# Натырбовский район
Натырбовский район — административный район в РСФСР, существовавший в составе Адыгейской (Черкесской) АО .
Административный центр — село Натырбово.

## История
Образован постановлением ВЦИК РСФСР от 02.09.1924 г.
Ликвидирован постановлением ВЦИК РСФСР от 07.02.1929 года, территория передана в состав Шовгеновского района.

## Население
По переписи 1926 года, население района составляло 19417 человек, из которых:
- украинцы — 6669 (34,3 %)
- черкесы — 5565 (28,7 %)
- русские — 5458 (28,1 %)
- кабардинцы — 1399 (7,2 %)
- абазины — 284 (1,5 %)
- прочие — 132 (0,6 %)[1]

## Административное деление
При образовании включал 4 сельсовета: Кошехабльский, Лечепсинский (Блечепсинский), Натырбовский, Ходзский. В 1926 году из состава Ходзьского сельсовета был выделен Вольненский, а из Лечепсинского — Безладненский и Игнатьевский.
К 1929 году район включал 7 сельсоветов:
1. Безладненский — х.Безладный, х.Чехранский (Чохракский)
2. Блеченский — а. Блеченский, мельница Бурикова
3. Вольновский — х.Вольный, х.Гедроицкий, х.Кармаликов, х.Набережный, х.Шелковников
4. Игнатьевский — х.Деревский, х. Звездилин, х.Игнатьевский, артель Новая Жизнь, х. Пастернаков, х. Русалковский
5. Кошехабльский — а.Кошехабль, ж/д Будка
6. Натырбовский — х.Казенный, х.Кужорский, с.Натырбово
7. Ходзенский — а.Ходзь